# حسن باقري
غلامحسین أفشُردي المعروف بحسن باقري (بالفارسية: حسن باقری) (1956 - 1983 م) أصغر قائد إيراني في الحرب العراقية الإيرانية، كان قائدًا لمقرَّین نصر وکربلا، وله أثر كبير في نجاح القوَّات الإیرانیة في عملیات فتح المبین، بیت المقدس، رمضان، وإعادة مدينة خرمشهر(المحمرة) من القوات العراقية. عندما قتل، کان نائبَ قائد القوَّات البرِّیة لحرس الثورة الإسلامية.

## نشأته
ولد حسن باقري في طهران، في 25 فبراير 1956 متزامنا مع عید میلاد الحسين بن علي في طهران. ولهذا السبب، سمّوه غلامحسین. ومنذ طفولته کان أبوه یذهب به إلی المساجد و مواکب العزاء لأهل البيت ولعب ذلك دورا هاماً في حیاته إذ أصبح عضوا نشیطا و مؤثرا في موکب أطفال محبي الحسین. وتحسب منابع أخری المکان الدقیق لمیلاده، قریة أفشرد التابعة لقسم "خواجه" لمدینة هریس بمحافظة أذربيجان الشرقية وتعتقد أنه هاجر مع أسرته إلی طهران بعد فترة.وأکمل الدراسة الإبتدائیة في مدرسة "مترجم الدولة" والثانویة في "مدرسة ثانویة المروي".

## شبابه

### قبل الثورة الإسلامیة
التحق بجامعة أرومية في فرع تربية الحيوان عام 1976. وکان نشیطا في مجال دراسة المسائل الإسلامیة ویقوم بإلقاء الخطابات الإسلامیة و الدینیة بین الطلاب وإقامة الصفوف العقائدیة لتلامذة المدارس ومناقشة أساتذة المغرّبین الذین کانوا یروّجون مظاهر الثقافة الغربیة وکانوا ینکرون الثقافة الإسلامیة، ولهذا السبب وبعد ثلاثة فصول دراسية، عُرف کعنصر دیني ونشیط من قبل حراسة ومسئولي الجامعة وتم طرده من الجامعة في مارس عام 1978 وارتدی الزي العسکري.
أمضی فترة التدریب العسکري لخدمة العلم في نقده و من ثم تم إرساله إلی مدینة إیلام. وکان عنده علاقات مع سید یدالله الصدري، إمام جمعة مدینة إیلام وکان ینقل له أخبار الحامیة.
في عام 1979 انه استخدم إهمال الضباط وهرَب من الخدمة العسكرية في اتّباع قيادة روح الله الخميني الذي أمر الجنود على الفرار من الحاميات. شارك بشكل كبير في أنشطة لجنة استقبال الإمام الخميني في إيران، ولما یتمتع به من الخبرة العسكرية، لعب هو وأفراد عائلته وأصدقائه دورا بارزا في السيطرة على مركز الشرطة رقم 14 ومعسكر ولي العصر "عشرت آباد سابقاً" في طهران أثناء الثورة الإسلامیة.

### بعد الثورة الإسلامیة
عمل باقري للجنة الثورة الإسلامية وبعض المؤسسات الأخرى حتى يونيو 1979. وقرر للدراسة في العلوم الإنسانية بعد انتصار الثورة الاسلامية مارس 1979، وبعد أسبوعين من الدراسة تم قبوله في جامعة طهران في فرع القانون. جنبا إلى جنب مع التعليم، بدأ باقري العمل في صحيفة جمهوري اسلامي كمراسل. خلال ذلك الوقت سافر إلى لبنان والأردن لمدة 15 يوما نيابة عن تلك الصحيفة علی دعوة من حركة أمل. وقدّم تقريرا تحليليا شاملا عن الوضع الشاذ للمسلمين في المنطقة. تم التعاقد معه في حرس الثورة الإسلامية في 1980. واختار اسم حسن باقري كلقَبِه عندما بدأ نشاطه في قسم مخابرات الجيش.

## في الحرب
عندما بدأت الحرب بین إیران والعراق في 1 سبتمبر 1989، مع عدد من أفراد الحرس الثوري الإسلامي ذهب إلی معارك الجنوب. وفي زمن الحرب كان يستخدم الخبرة المكتسبة في مجال الصحافة في إيران ولبنان، لجمع المعلومات وخرائط العمليات وتسجيل الأصوات وطور هذه الوثائق إلی التقاریر المنظمة.

### تأسیس وحدة الإستخبارات والعملیات
في 1 سبتمبر 1989، ذهب إلی معارك الجنوب وفور وصوله إلی المعارك أسس وحدة الإستخبارات والعملیات. هو بنفسه اخترق عدة مرات مواقف وحدات الفیلق الثالث لجیش العراق من أجل الحصول علی معلومات الجیش العراقي. حسن باقري کان مؤسس وحدة الإستخبارات والعملیات لحرس الثورة الإسلامية. کانت له عبقري کبیر في تحلیل المعلومات وتنبؤ الإجراءات المحتملة للجیش العراقي في المستقبل.

## وفاته
وفي التأریخ 29 ینایر 1983، عندما کان برفقة مجموعة من أصدقائه من الحرس الثوري الإسلامي و کانوا يزورون الخط الأول في جبهة چنانة -في منطقة فكة-، لغرض الاستطلاع والإعداد لعملية والفجر التمهيدية، تعرضوا لقذيفة هاون أطلقها الجیش العراقي وهم في خندق الرصد فلقي حتفه.

## ثناءالمرشد الأعلىعليه
کلّ من کان لدیه الإحاطة، یجد أن هذا الشّاب (حسن باقري) بعمر بضع وعشرین سنة، هو مصمّم عسکريّ. متی؟ سنة 1983. متی ذهب إلی الحرب؟ سنة 1981. هذا مسار من جندي عادي إلی إستراتیجيّ عسکريّ اجتازه هذا الشاب خلال سنتین في حین أنه یستمرّ هذا المسار في الحالة الطبیعیة عشرین أو خمس وعشرین سنة، وهذه نقطة هامة للغایة.

## الآثار عنه
نذکر في ما یأتي أهم الآثار التي نشرت عنه، ومنها:
- وثائقیة لیالي الشتاء الأخیرة مجموعة في عشرة حلقات.

- سقاء الباسيج، تأليف: سمیرا اصلان‌پور، مؤتمر تکریم القادة الشهداء لمحافظة طهران، 1996

- یادگاران (المجلد الرابع ۴: کتاب باقري)، تأليف: فرزانه مردي، دارالنشر: روایت فتح، 2002

- باقري(کتیّب)، تأليف: علي أکبري، دارالنشر: یازهرا، 2008

- برامج متعددة الوسائط لحسن باقري، دارالنشر: شاهد، 2008

- الشهید حسن باقري (غلامحسین افشردي)، تأليف: غلامعلي رشید و سعید سرمدي، دارالنشر شکیب، 2004.[15]

- البیت الصغیر، الحیاة الکبیرة، حوار مع بروین داعي بور، زوجة اللواء حسن باقري، تأليف: مرتضی سرهنکي، دارالنشر: سوره مهر، سنة 2003.[16]

- مسافر، تألیف: داود بختیاري دانشور، مکتب أدب و فن المقاومة، 2000[17]

- الشهید أفشردي (باقري)، تأليف: فرزام شیرزادي، دارالنشر مدرسه، 2009. [18]

## الوصلات الخارجیة
- قائد فیلق قدس قاسم سلیماني یتحدث عن حسن باقري
- شاهد علی یوتیوب أجزاء من وثائقیة "لیالي الشتاء الأخیرة"
- تحمیل وثائقية "لیالي الشتاء الأخیرة" حول حسن باقري
- شاهد علی یوتیوب مقتطفات من کلمات حسن باقري